# Luino
Luino – miejscowość i gmina we Włoszech, w regionie Lombardia, w prowincji Varese.
Według danych na rok 2004 gminę zamieszkiwało 14 187 osób, 709,4 os./km².

## Współpraca
- Sanary-sur-Mer, Francja